# Слободзинский, Вениамин Николаевич

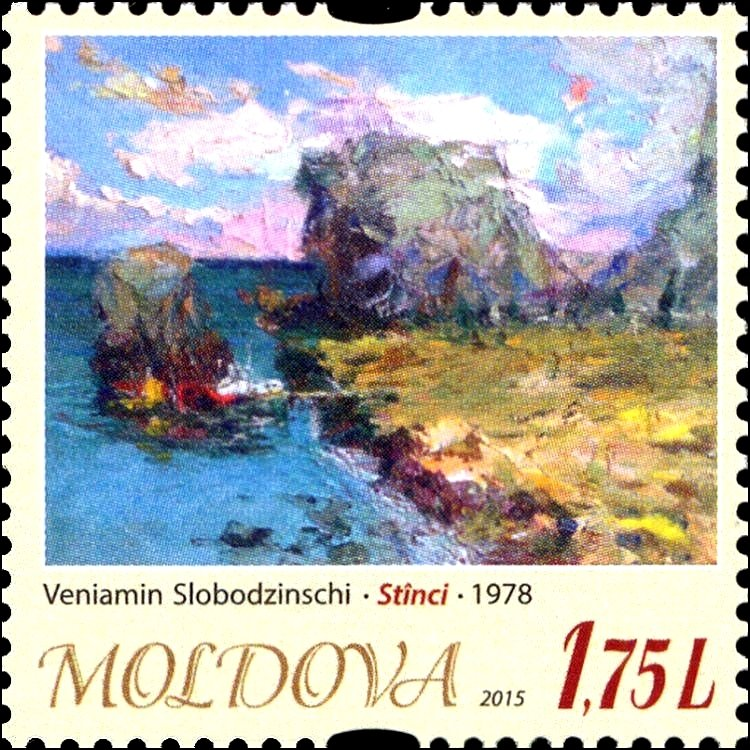
«Камни», 1978 г.

Вениамин Николаевич Слободзинский (рум.  Veniamin Slobodzinschi; 3 мая 1923, с. Тимашево, Самарская губерния — 14 февраля 1997, Кишинёв, Молдавия) — молдавский и советский живописец.

## Биография
Польского происхождения. Участник Великой Отечественной войны.
В 1952 году окончил живописно-педагогическое отделение Республиканского художественного училища им. И. Е. Репина в Кишинёве.
Работал художником-постановщиком на молдавском телевидении. С 1966 по 1976 годы принимал участие в создании телефильмов, телеспектаклей и телевизионного театра кукол «Прикиндел». С 1976 года работал оформителем в художественном фонде Молдавской ССР.
Автор пейзажей, жанровой и портретной живописи. Участник многочисленных республиканских художественных выставок. Член Союза художников СССР с 1959 года.

## Память
В 2015 году почта Молдавии выпустила в обращение серию из 4-х марок, посвящённую живописным полотнам молдавских художников-пейзажистов. Среди них и картина Вениамина Слободзинского.